# Monuments nationaux de Vareš
Cet article recense les monuments nationaux situés sur le territoire de la municipalité de Vareš en Bosnie-Herzégovine et dans la fédération de Bosnie-et-Herzégovine. La liste établie par la Commission pour la protection des monuments nationaux compte 8 monuments nationaux inscrits sur la liste principale.

## Monuments nationaux
| Monument                                                             | Localité           | Géolocalisation | Datation                                                  | Commentaire éventuel                              | Photo |
| -------------------------------------------------------------------- | ------------------ | --------------- | --------------------------------------------------------- | ------------------------------------------------- | ----- |
| Église du Linceul-de-la-Mère-de-Dieu de Vareš                        | Vareš              |                 | 1891-1894                                                 | Avec ses biens mobiliers ; église orthodoxe serbe |       |
| Site archéologique de Dabravine                                      | Dabravine          |                 | Âge du bronze, Antiquité tardive                          |                                                   |       |
| Forges d'Očevlje                                                     | Oćevija            |                 | ?                                                         |                                                   |       |
| Nécropole de Stupni Do                                               | Stupni Do          |                 | Moyen Âge                                                 | Avec des stećci                                   |       |
| Nécropoles de Budoželje                                              | Budoželje          |                 | Moyen Âge, période ottomane                               | Avec 80 stećci et 23 nisans (stèles ottomanes)    |       |
| Cité minière de Majdan                                               | Vareš-Vareš Majdan |                 | ?                                                         |                                                   |       |
| Forteresse royale de Bobovac                                         | Mijakovići         |                 | Moyen Âge                                                 | Résidence royale de Tvrtko Ier à Stjepan Tomaš    |       |
| Vieille église Saint-Michel et Nouvelle église Saint-Michel de Vareš | Vareš              |                 | Avant 1516 (vieille église) ; 1854-1869 (nouvelle église) | Avec des biens mobiliers ; églises catholiques    |       |